# 紀元前479年

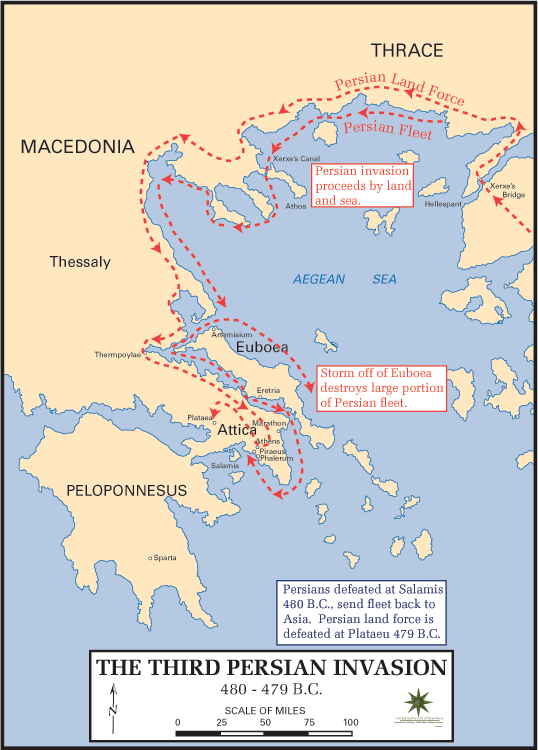
紀元前480年から紀元前479年にかけてのペルシア勢のギリシア侵攻

紀元前479年（きげんぜん479ねん）は、ローマ暦の年である。
当時は、「ウィブラヌスとルティルスが共和政ローマ執政官に就任した年」として知られていた（もしくは、それほど使われてはいないが、ローマ建国紀元275年）。紀年法として西暦（キリスト紀元）がヨーロッパで広く普及した中世時代初期以降、この年は紀元前479年と表記されるのが一般的となった。

## 他の紀年法
- 干支 : 壬戌
- 日本
  - 皇紀182年
  - 懿徳天皇32年
- 中国
  - 周 - 敬王41年
  - 魯 - 哀公16年
  - 斉 - 平公2年
  - 晋 - 定公33年
  - 秦 - 悼公12年
  - 楚 - 恵王10年
  - 宋 - 景公38年
  - 衛 - 荘公2年
  - 陳 - 湣公23年
  - 蔡 - 成侯12年
  - 鄭 - 声公22年
  - 燕 - 孝公14年
  - 呉 - 夫差17年
- 朝鮮
  - 檀紀1855年
- ベトナム :
- 仏滅紀元 : 66年
- ユダヤ暦 : 3282年 - 3283年

## できごと

### ギリシア
- テッサリアに拠点を置いたアケメネス朝ペルシア帝国の指揮官マルドニオスは、アムピロキコ・アルゴス（英語版）と西アルカディアの支持を取り付けた。マルドニオスはアテナイの制圧を図ったが、失敗した。
- マルドニオスは、再度アテナイを攻め、アテナイ市民たちは退却を余儀なくされ、町は破壊された。ペルシア軍に対抗し、アテナイを支援するために、スパルタ軍が北上した。
- 8月27日
  - ボイオーティアで戦われたプラタイアの戦いにおいて、スパルタの先王レオニダス1世の甥であるパウサニアスが率いたギリシア軍は、マルドニオス将軍が率いるペルシア軍のギリシア侵攻に引導をわたした。アテナイ勢を率いていたのは、故国に戻ってきたアリステイデスであった。マルドニオスは戦死し、ギリシア側は莫大な戦利品を得た。その後、程なくしてテーバイが陥落し、パウサニアスはペルシアに協力していたテーバイ人たちを処刑した。
- ポティダイアを津波が襲った。

### 中国
- 衛の荘公が戚から衛に入国した。出公は魯に亡命した。
- 衛の孔悝が宋に亡命した。
- 楚で白公勝の乱が起こった。白公勝は子閭を楚王に立てようとしたが、子閭はこれを固辞して殺された。沈諸梁（葉公子高）が反乱を鎮圧し、白公勝は自殺した。

## 死去
- マルドニオス - アケメネス朝ペルシア帝国の将軍（8月27日にプラタイアの戦いで戦死）
- 孔子 - 春秋時代の哲学者（紀元前551年生）